# 38
38 (XXXVIII, na numeração romana) foi um ano comum do século I, do Calendário Juliano, da Era de Cristo, com início e fim numa quarta-feira. a sua letra dominical foi E.
| Ano completo                        |
| ----------------------------------- |
| Ano comum com início à quarta-feira |

## Eventos
- Celebrado o terceiro casamento do imperador Cláudio com Messalina[1]
- Estácio de Bizâncio assume o Bispado de Bizâncio.[2]

## Mortes
- 10 de Junho - Júlia Drusila, irmã do imperador romano Calígula (n. 16).